# Садиба Гутовського (Піща)
Садиба Гутовського — ансамбль поміщицької садиби в селі Піща Шацького району на Волині, побудований землевласниками Гутовськими в 19-20 столітті.
Комплекс садиби Гутовського рішенням виконкому обласної ради від 03.04.92 року №76 віднесений до пам'яток архітектури місцевого значення. Загальний охоронний номер - 214-м. До його складу входять такі будівлі (в дужках - окремі охоронні номери кожної), як:
- будинок Гутовського, 1890 рік (214-м/1);
- млин, 1890 рік (214-м/2);
- каплиця, 19 століття (214-м/3);
- господарські будівлі, 1890 рік (214-м/4).

## Галерея

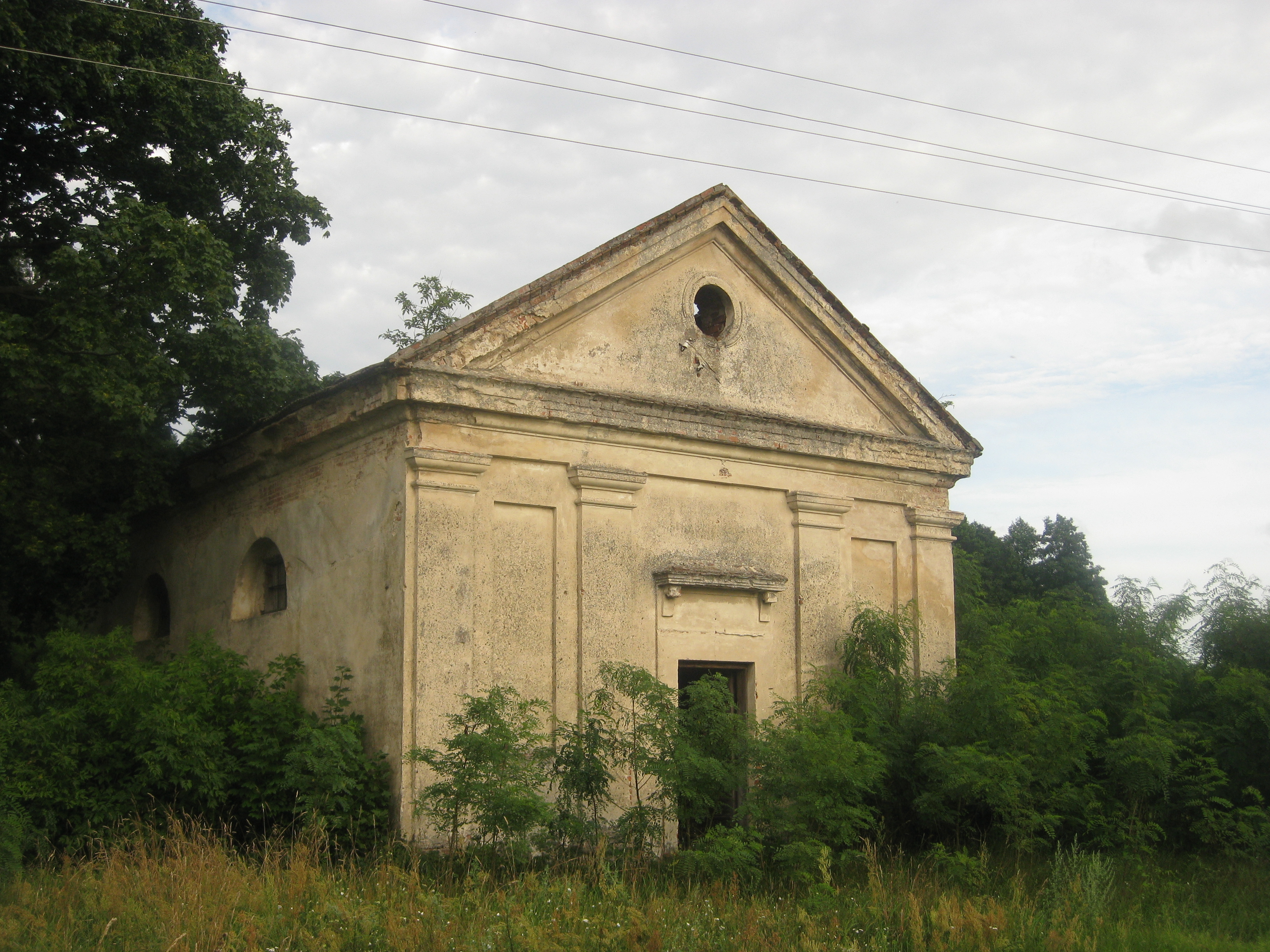
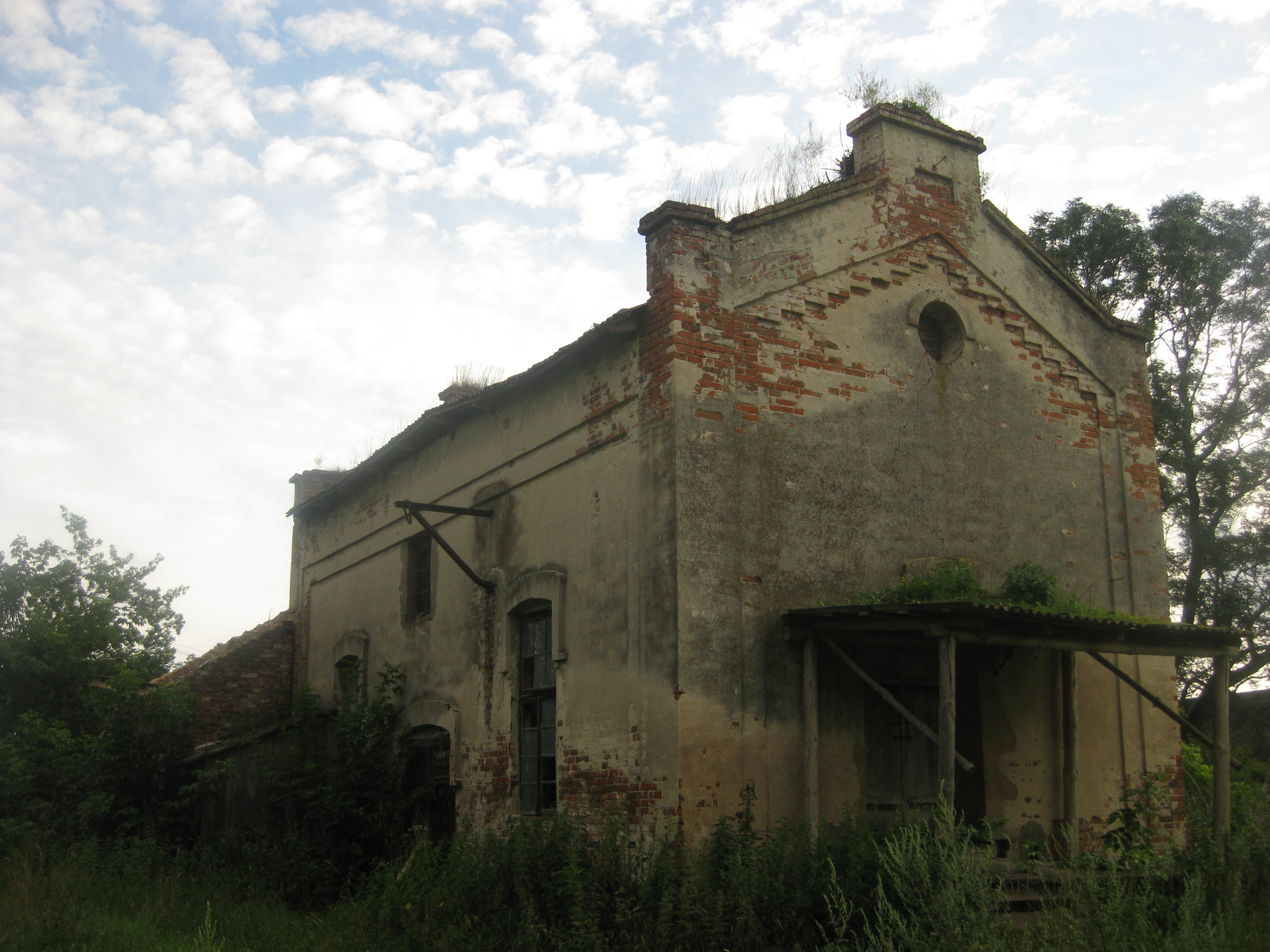
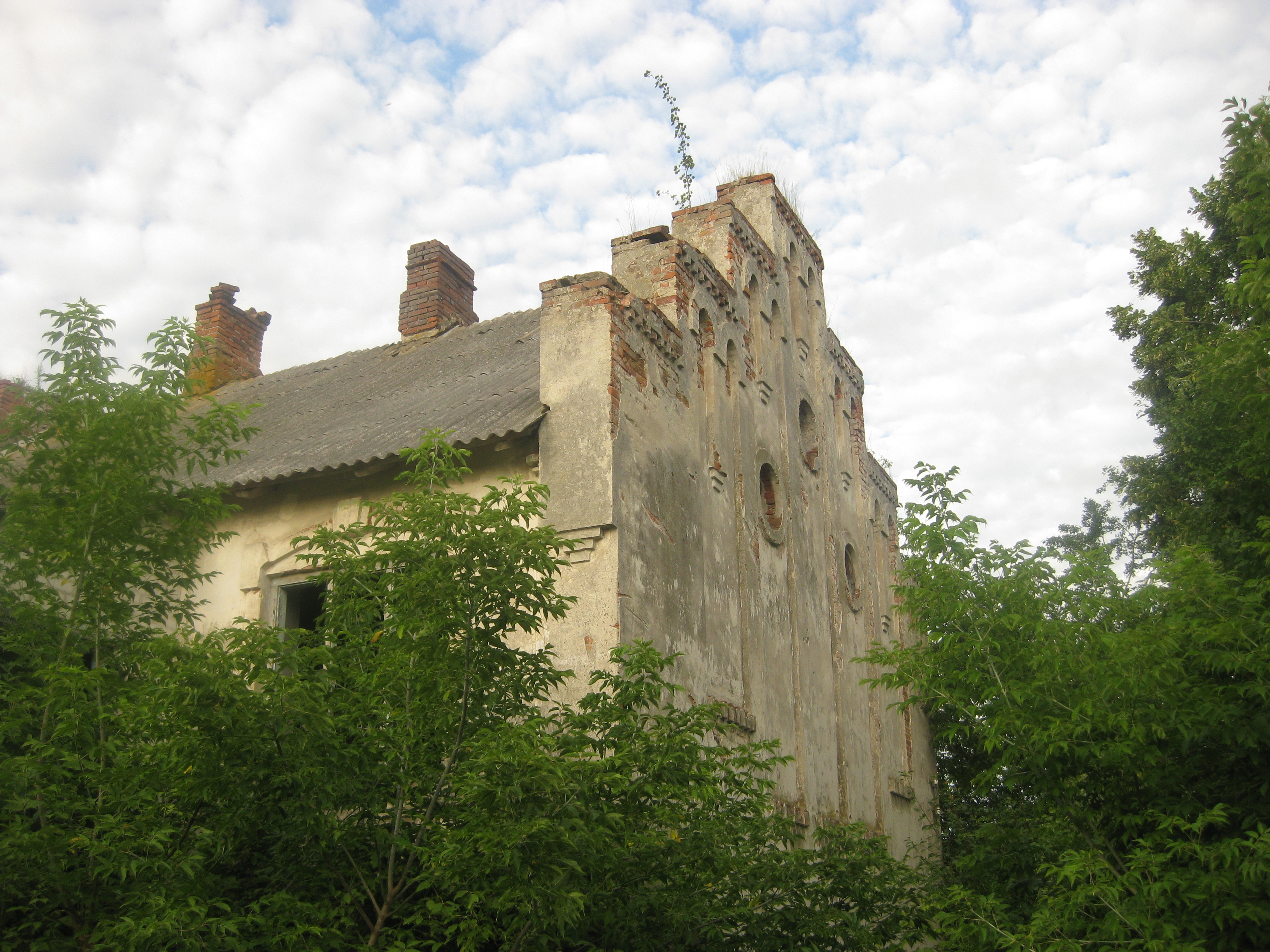
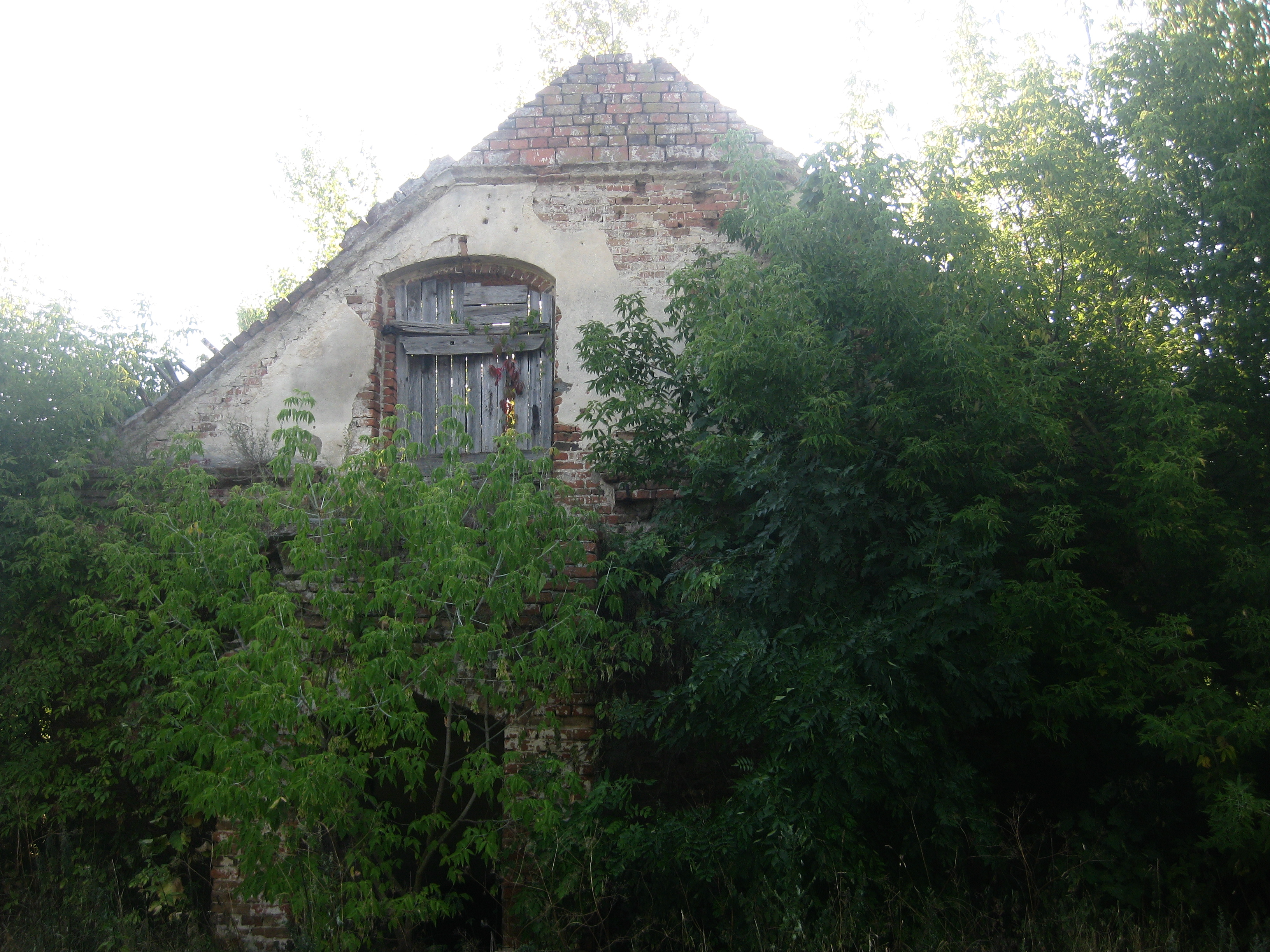